# Sarnia Chris Hadfield Airport
Sarnia Chris Hadfield Airport är en flygplats i Kanada.   Den ligger i countyt Lambton County och provinsen Ontario, i den sydöstra delen av landet, 600 km sydväst om huvudstaden Ottawa. Sarnia Chris Hadfield Airport ligger 181 meter över havet.
Terrängen runt Sarnia Chris Hadfield Airport är mycket platt. Närmaste större samhälle är Sarnia, 8,1 km väster om Sarnia Chris Hadfield Airport.
Trakten runt Sarnia Chris Hadfield Airport består till största delen av jordbruksmark. Runt Sarnia Chris Hadfield Airport är det ganska tätbefolkat, med 166 invånare per kvadratkilometer.